# Love of My Life (píseň, Queen)
Love of My Life je píseň britské rockové skupiny Queen, vydaná na 4. studiovém albu skupiny A Night at the Opera. Píseň vyšla podruhé jako singl vydání z živého alba Live Killers roku 1979.
Freddie Mercury píseň napsal pro a o své tehdejší přítelkyni Mary Austinové jako o "Lásce svého života". I když si Mercury o pár let později uvědomil svou odlišnou sexuální orientaci, byla Mary „Láskou jeho života“ až do Mercuryho smrti v roce 1991. Píseň na pódiu Mercury vždy prožíval.

## Živá vystoupení
Queen v původním složení tuto skladbu hráli živě v letech 1975–1986. Naposledy od Freddieho Mercuryho píseň živě zazněla na koncertě v britském Knewborth Parku. Při hraní písně na koncertech byly na pódiu pod světly reflektorů vždy jen Brian May se svou dvanáctistrunnou kytarou a Freddie Mercury jako zpěvák.
Při živých provedeních písně po smrti Freddieho Mercuryho je na pódiu vždy pouze Brian May, který píseň i sám zpívá. Tradičně se na konci písně objeví Freddie Mercury na koncertě ve Wembley z roku 1986 a "odzpívá" zbytek písně za hudebního doprovodu Briana Maye.
Love Of My Life mimo jiné v roce 1979 také vyšla jako singl na prvním živém albu od Queen s názvem Live Killers.

## Obsazení nástrojů

### Originální nahrávka
- Freddie Mercury – vokály, klavír
- Brian May – akustická dvanáctistrunná kytara, elektrická kytara, klávesy
- Roger Taylor – činely
- John Deacon – basová kytara

### Na koncertech
- Freddie Mercury – vokály
- Brian May – akustická dvanáctistrunná kytara
- Spike Edney (od 80. let) – klávesy